# Peluquería de señoras
Peluquería de señoras es una película de Argentina en blanco y negro dirigida por Luis Bayón Herrera según su propio guion escrito en colaboración con Julio F. Escobar, Don Napy, Roberto Ratti y Julio Saraceni que se estrenó el 12 de noviembre de 1941 y que tuvo como protagonistas a Amanda Ledesma, Eduardo Sandrini y Luis Sandrini. El filme contó con la colaboración de Carlos Schlieper en el encuadre técnico.

## Sinopsis
Un peluquero devenido campeón de boxeo.

## Reparto
- Sara Barrié
- Margarita Burke
- Susy del Carril ... Diana del Mar (Porota)
- Elda Dessel
- Raúl Deval ... Donato
- Antonio Francia ... Kid Betun
- María Goicoechea
- Eduardo de Labar ... Antonio (mayordomo de Lucy)
- Amanda Ledesma ... Delia González
- Lalo Malcolm ... "Pochocho" Campoman
- June Marlowe ... Lucy Claxon
- Iris Martorell ... Doña Joaquina
- Mirtha Montchel
- Yuki Nambá ... Jeanine
- Pedro Prevosti
- Héctor Quintanilla ... Rotondo
- Eduardo Sandrini ... De la Vega
- Luis Sandrini ... Nicéforo Miston  "Tom Mix"

## Comentarios
La Nación dijo en su crónica que era una "Película jocosa, absolutamente liviana....los personajes acusan trazos caricaturescos simples y su comicidad fluye en línea epidérmica" en tanto Calki opinó en 
El Mundo:

"A cara limpia, menos payasesco que de costumbre, sin excluir a ratos el revoleo de ojos y la tartamudez, Sandrini obtiene un legítimo éxito en un papel que le obliga, además, a emplear recursos de comediante."